# Gobemouche olivâtre
Fraseria olivascens
Espèce
Statut de conservation UICN

 LC  : Préoccupation mineure
Le Gobemouche olivâtre (Frasieria olivascens) est une espèce de passereau de la famille des Muscicapidae.

## Répartition
Cet oiseau est assez répandu à travers l'Afrique équatoriale.

## Habitat
Il vit dans les forêts humides tropicales et subtropicales de basse altitude et les marais tropicaux et subtropicaux.

## Sous-espèces
D'après Alan P. Peterson, le Gobemouche olivâtre est représenté par deux sous-espèces :
- Muscicapa olivascens nimbae Colston & Curry-Lindahl, 1986 — mont Nimba
- Muscicapa olivascens olivascens (Cassin, 1859).